# Adesmus martinsi
Adesmus martinsi es una especie de escarabajo longicornio del género Adesmus, categorizada en la tribu Hemilophini, de la subfamilia Lamiinae. Fue descrita por Wappes & Santos-Silva en 2017.

## Descripción
Mide 5,85-9,25 mm de longitud.

## Distribución
Se distribuye por Bolivia.